# Храстовец под Бочем
Храстовец под Бочем (словен. Hrastovec pod Bočem) је насељено место у општини Пољчане, Подравска регија, Словенија.

## Историја
До територијалне реорганизације у Словенији био је у саставу старе општине Словенска Бистрица.

## Становништво
У попису становништва из 2011. године, Храстовец под Бочем је имао 103 становника.
| Број становника према пописима | Број становника према пописима | Број становника према пописима |
| ------------------------------ | ------------------------------ | ------------------------------ |
| 1991                           | 2002                           | 2011                           |
| 110                            | 97                             | 103                            |

Напомена: До 1998. исказивано под именом Храстовец.